# Saint-Maurice (circonscription provinciale)
Pour les articles homonymes, voir Saint-Maurice.
Circonscription électorale provinciale du Canada
Saint-Maurice est une ancienne circonscription électorale provinciale située dans la région de la Mauricie (Québec). 

## Historique
L'existence d'une division électorale date de 1792. Depuis la Confédération de 1867, le district électoral de Saint-Maurice est utilisé aussi comme district provincial.
Ses limites sont inchangées lors de la réforme de la carte électorale de 2011.
Elle sera remplacée en 2018 par la circonscription de Laviolette–Saint-Maurice.

## Territoire et limites
Depuis la modification de la carte électorale en 2001 (modification qui entra en vigueur le 12 mars 2003, au moment de la dissolution de la trente-sixième législature de l'Assemblée nationale du Québec), la circonscription est définie ainsi:
Elle comprend une partie de la Municipalité régionale de comté (MRC) des Chenaux
- Municipalité de Notre-Dame-du-Mont-Carmel

Elle comprend une partie de la Municipalité régionale de comté (MRC) de Maskinongé
- Municipalité de Saint-Boniface
- Municipalité de Saint-Mathieu-du-Parc

Elle comprend une partie de la Ville de Shawinigan
- Secteur du Lac-à-la-Tortue
- Secteur de l'ancienne ville de Shawinigan
- Secteur de Saint-Gérard-des-Laurentides
- Secteur de Shawinigan-Sud

## Liste des députés
| Législature                                                                 | Années    | Député                       | Député                      | Parti               |
| --------------------------------------------------------------------------- | --------- | ---------------------------- | --------------------------- | ------------------- |
| Saint-Maurice Créée depuis Saint-Maurice (district électoral du Canada-Uni) |           |                              |                             |                     |
| 1e                                                                          | 1867–1871 |                              | Abraham Lesieur Désaulniers | Conservateur        |
| 2e                                                                          | 1871–1875 | Elzéar Gérin                 |                             | Conservateur        |
| 3e                                                                          | 1875–1878 | Élie Lacerte                 |                             | Conservateur        |
| 4e                                                                          | 1878–1881 | François L. Désaulniers      |                             | Conservateur        |
| 5e                                                                          | 1881–1886 | François L. Désaulniers      |                             | Conservateur        |
| 6e                                                                          | 1886–1890 | Nérée LeNoblet Duplessis     |                             | Conservateur        |
| 7e                                                                          | 1890–1892 | Nérée LeNoblet Duplessis     |                             | Conservateur        |
| 8e                                                                          | 1892–1897 | Nérée LeNoblet Duplessis     |                             | Conservateur        |
| 9e                                                                          | 1897–1900 | Nérée LeNoblet Duplessis     |                             | Conservateur        |
| 10e                                                                         | 1900–1904 |                              | Louis-Philippe Fiset        | Libéral             |
| 11e                                                                         | 1904–1908 |                              | Louis-Philippe Fiset        | Libéral             |
| 12e                                                                         | 1908–1912 | Georges Isidore Delisle      |                             | Libéral             |
| 13e                                                                         | 1912–1916 | Georges Isidore Delisle      |                             | Libéral             |
| 14e                                                                         | 1916–1919 | Georges Isidore Delisle      |                             | Libéral             |
| 15e                                                                         | 1919–1920 | Georges Isidore Delisle      |                             | Libéral             |
| 15e                                                                         | 1920–1923 | Léonide-Nestor-Arthur Ricard |                             | Libéral             |
| 16e                                                                         | 1923–1924 | Léonide-Nestor-Arthur Ricard |                             | Libéral             |
| 16e                                                                         | 1924–1927 | Alphonse-Edgar Guillemette   |                             | Libéral             |
| 17e                                                                         | 1927–1931 | Joseph-Auguste Frigon        |                             | Libéral             |
| 18e                                                                         | 1931–1935 | Joseph-Auguste Frigon        |                             | Libéral             |
| 19e                                                                         | 1935–1936 |                              | Marc Trudel                 | ALN                 |
| 20e                                                                         | 1936–1939 |                              | Marc Trudel                 | Union nationale     |
| 21e                                                                         | 1939–1944 |                              | Polydore Beaulac            | Libéral             |
| 22e                                                                         | 1944–1948 |                              | Marc Trudel                 | Union nationale     |
| 23e                                                                         | 1948–1952 |                              | Marc Trudel                 | Union nationale     |
| 24e                                                                         | 1952–1956 |                              | René Hamel                  | Libéral             |
| 25e                                                                         | 1956–1960 |                              | René Hamel                  | Libéral             |
| 26e                                                                         | 1960–1962 |                              | René Hamel                  | Libéral             |
| 27e                                                                         | 1962–1964 |                              | René Hamel                  | Libéral             |
| 27e                                                                         | 1965–1966 | Jean-Guy Trépanier           |                             | Libéral             |
| 28e                                                                         | 1966–1970 |                              | Philippe Demers             | Union nationale     |
| 29e                                                                         | 1970–1973 |                              | Philippe Demers             | Union nationale     |
| 30e                                                                         | 1973–1976 |                              | Marcel Bérard               | Libéral             |
| 31e                                                                         | 1976–1981 |                              | Yves Duhaime                | Parti québécois     |
| 32e                                                                         | 1981–1985 |                              | Yves Duhaime                | Parti québécois     |
| 33e                                                                         | 1985–1989 |                              | Yvon Lemire                 | Libéral             |
| 34e                                                                         | 1989–1994 |                              | Yvon Lemire                 | Libéral             |
| 35e                                                                         | 1994–1998 |                              | Claude Pinard               | Parti québécois     |
| 36e                                                                         | 1998–2003 |                              | Claude Pinard               | Parti québécois     |
| 37e                                                                         | 2003–2007 |                              | Claude Pinard               | Parti québécois     |
| 38e                                                                         | 2007–2008 |                              | Robert Deschamps            | Action démocratique |
| 39e                                                                         | 2008–2012 |                              | Claude Pinard               | Parti québécois     |
| 40e                                                                         | 2012–2014 | Luc Trudel                   |                             | Parti québécois     |
| 41e                                                                         | 2014–2018 |                              | Pierre Giguère              | Libéral             |
| Dissoute dans Laviolette–Saint-Maurice                                      |           |                              |                             |                     |

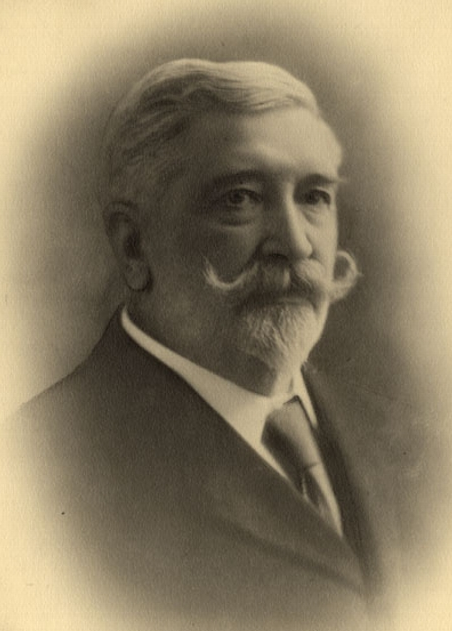
Nérée Le Noblet Duplessis, Maire de Trois-Rivières 1904-1905 et père de Maurice Duplessis.
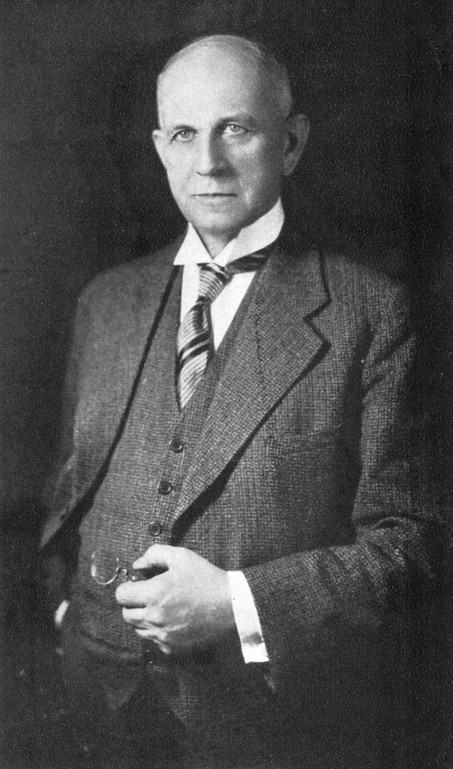
J. Auguste Frigon, Maire de Shawinigan de 1913-1915 et de 1917-1918.

## Résultats électoraux
|                                                                                               | Nom                  | Parti            | Nombre de voix | %      | Maj. |
| --------------------------------------------------------------------------------------------- | -------------------- | ---------------- | -------------- | ------ | ---- |
|                                                                                               | Pierre Giguère       | Libéral          | 8 244          | 33,6 % | 653  |
|                                                                                               | Luc Trudel (sortant) | Parti québécois  | 7 591          | 30,9 % | -    |
|                                                                                               | Stéphane Mongeau     | Coalition avenir | 6 982          | 28,5 % | -    |
|                                                                                               | Marie-Line Audet     | Québec solidaire | 1 304          | 5,3 %  | -    |
|                                                                                               | Jonathan Lapointe    | Conservateur     | 268            | 1,1 %  | -    |
|                                                                                               | Jean Guillemette     | Option nationale | 152            | 0,6 %  | -    |
| Total                                                                                         | Total                | Total            | 24 541         | 100 %  |      |
| Le taux de participation lors de l'élection était de 68,3 % et 533 bulletins ont été rejetés. |                      |                  |                |        |      |

|                                                                                               | Nom                  | Parti            | Nombre de voix | %      | Maj.  |
| --------------------------------------------------------------------------------------------- | -------------------- | ---------------- | -------------- | ------ | ----- |
|                                                                                               | Luc Trudel           | Parti québécois  | 9 395          | 35,7 % | 1 897 |
|                                                                                               | Pierre Giguère       | Coalition avenir | 7 498          | 28,5 % | -     |
|                                                                                               | Robert Pilotte       | Libéral          | 7 158          | 27,2 % | -     |
|                                                                                               | Luc Lafrance         | Québec solidaire | 1 250          | 4,7 %  | -     |
|                                                                                               | Nathalie Lortie      | Option nationale | 519            | 2 %    | -     |
|                                                                                               | Marie-Paule Bertrand | Indépendant      | 442            | 1,7 %  | -     |
|                                                                                               | Gilles Noël          | Unité nationale  | 90             | 0,3 %  | -     |
| Total                                                                                         | Total                | Total            | 26 352         | 100 %  |       |
| Le taux de participation lors de l'élection était de 73,5 % et 565 bulletins ont été rejetés. |                      |                  |                |        |       |

|                                                                                               | Nom                        | Parti               | Nombre de voix | %      | Maj. |
| --------------------------------------------------------------------------------------------- | -------------------------- | ------------------- | -------------- | ------ | ---- |
|                                                                                               | Claude Pinard              | Parti québécois     | 8 835          | 41,4 % | 653  |
|                                                                                               | Céline Trépanier           | Libéral             | 8 182          | 38,3 % | -    |
|                                                                                               | Robert Deschamps (sortant) | Action démocratique | 3 161          | 14,8 % | -    |
|                                                                                               | Stéphane Normandin         | Vert                | 449            | 2,1 %  | -    |
|                                                                                               | Allison Molesworth         | Québec solidaire    | 432            | 2 %    | -    |
|                                                                                               | Yves Demers                | Indépendant         | 279            | 1,3 %  | -    |
| Total                                                                                         | Total                      | Total               | 21 338         | 100 %  |      |
| Le taux de participation lors de l'élection était de 59,5 % et 428 bulletins ont été rejetés. |                            |                     |                |        |      |

|                                                                                               | Nom                     | Parti               | Nombre de voix | %      | Maj.  |
| --------------------------------------------------------------------------------------------- | ----------------------- | ------------------- | -------------- | ------ | ----- |
|                                                                                               | Robert Deschamps        | Action démocratique | 9 788          | 37,7 % | 1 294 |
|                                                                                               | Claude Pinard (sortant) | Parti québécois     | 8 494          | 32,7 % | -     |
|                                                                                               | France Beaulieu         | Libéral             | 6 487          | 25 %   | -     |
|                                                                                               | Marianne Mathis         | Québec solidaire    | 796            | 3,1 %  | -     |
|                                                                                               | Francis Mondou          | Indépendant         | 387            | 1,5 %  | -     |
| Total                                                                                         | Total                   | Total               | 25 952         | 100 %  |       |
| Le taux de participation lors de l'élection était de 72,6 % et 385 bulletins ont été rejetés. |                         |                     |                |        |       |

|                                                                                               | Nom                     | Parti               | Nombre de voix | %      | Maj. |
| --------------------------------------------------------------------------------------------- | ----------------------- | ------------------- | -------------- | ------ | ---- |
|                                                                                               | Claude Pinard (sortant) | Parti québécois     | 8 860          | 34,7 % | 628  |
|                                                                                               | Bob Vallieres           | Libéral             | 8 232          | 32,3 % | -    |
|                                                                                               | Luc Arvisais            | Action démocratique | 8 201          | 32,1 % | -    |
|                                                                                               | Kevin Trudel            | UFP                 | 225            | 0,9 %  | -    |
| Total                                                                                         | Total                   | Total               | 25 518         | 100 %  |      |
| Le taux de participation lors de l'élection était de 72,7 % et 491 bulletins ont été rejetés. |                         |                     |                |        |      |